# Hieracium mlinicae
Hieracium mlinicae — вид квіткових рослин з родини айстрових (Asteraceae). Вид зростає в Європі: Польща, Словаччина; це багаторічна рослина помірних біомів.

## Морфологічна характеристика
Нижній стебловий листок від широколанцетного до еліптично-ланцетного, ушир понад 2 см, у нижній половині з принаймні двома чіткими розкритими зубцями завдовжки щонайменше 11 мм (вимірюються як пряма лінія вздовж середньої жилки); краї листка з лише кількома дрібними жовтуватими залозистими волосками; рослини з принаймні 4 квітковими головами (загальна кількість, включаючи голови на гілках).